# 북한산 신라 진흥왕 순수비
서울 북한산 신라 진흥왕 순수비 (서울 北漢山 新羅 眞興王 巡狩碑)는 신라의 진흥왕이 새로 공략한 국경지대를 순시한 다음 세운 비(碑)이다. 북한산 비봉에 자리하고 있었으나 보존하기 위하여 경복궁에 옮겨 놓았다가, 1970년부터 국립중앙박물관이 소장하고 있다. 1962년 12월 20일 대한민국의 국보 제3호로 지정되었다.

## 역사
학자에 따라 신라 진흥왕 16년(555년)에 건립된 것으로 추정하는 학자도 있는 반면, 비에 남천주란 지명이 나오는 것으로 보아 568년 이후에 비를 세운 것으로 보기도 한다. 비신 높이가 1.54m, 너비가 0.69m, 두께가 0.16m이다.
진흥왕이 새로 공략한 국경지대를 순시한 다음 세운 기념비이다. 진흥왕은 백제의 영토인 한강 중류지대를 차지하고, 고구려 땅인 함주(咸州)·이원(利原) 근방까지 정복하여 신라 최대의 영토 확장에 힘썼는데, 이를 기념하고자 순시(또는 순수)한 곳마다 기념비를 세우게 하였다. 현재까지 알려진 순수비로는 창녕비(昌寧碑)·북한산비(北漢山碑)·황초령비(黃草嶺碑)·마운령비(摩雲嶺碑) 등 4개가 있다.
조선 시대에는 무학대사의 비로 알려지기도 하였다. 1816년에 김정희는 김경연과 함께 비문을 탁본하고, 이듬해에 조인영과 다시 비봉에 올라가 조사한 뒤, 진흥왕의 순수를 기념한 것임을 확인했다.
비의 옆면에 김정희와 조인영이 답사하여 판독한 사실이 새겨져 있으며, 원래는 북한산 비봉에 자리하고 있었으나 보존하기 위하여 경복궁에 옮겨 놓았다가, 1970년부터 현재 국립중앙박물관이 소장하고 있다. 많은 부분이 절단 또는 손상되어 있고, 비신의 뒤쪽에는 무수한 총탄 흔적이 남아 있다.

## 사진

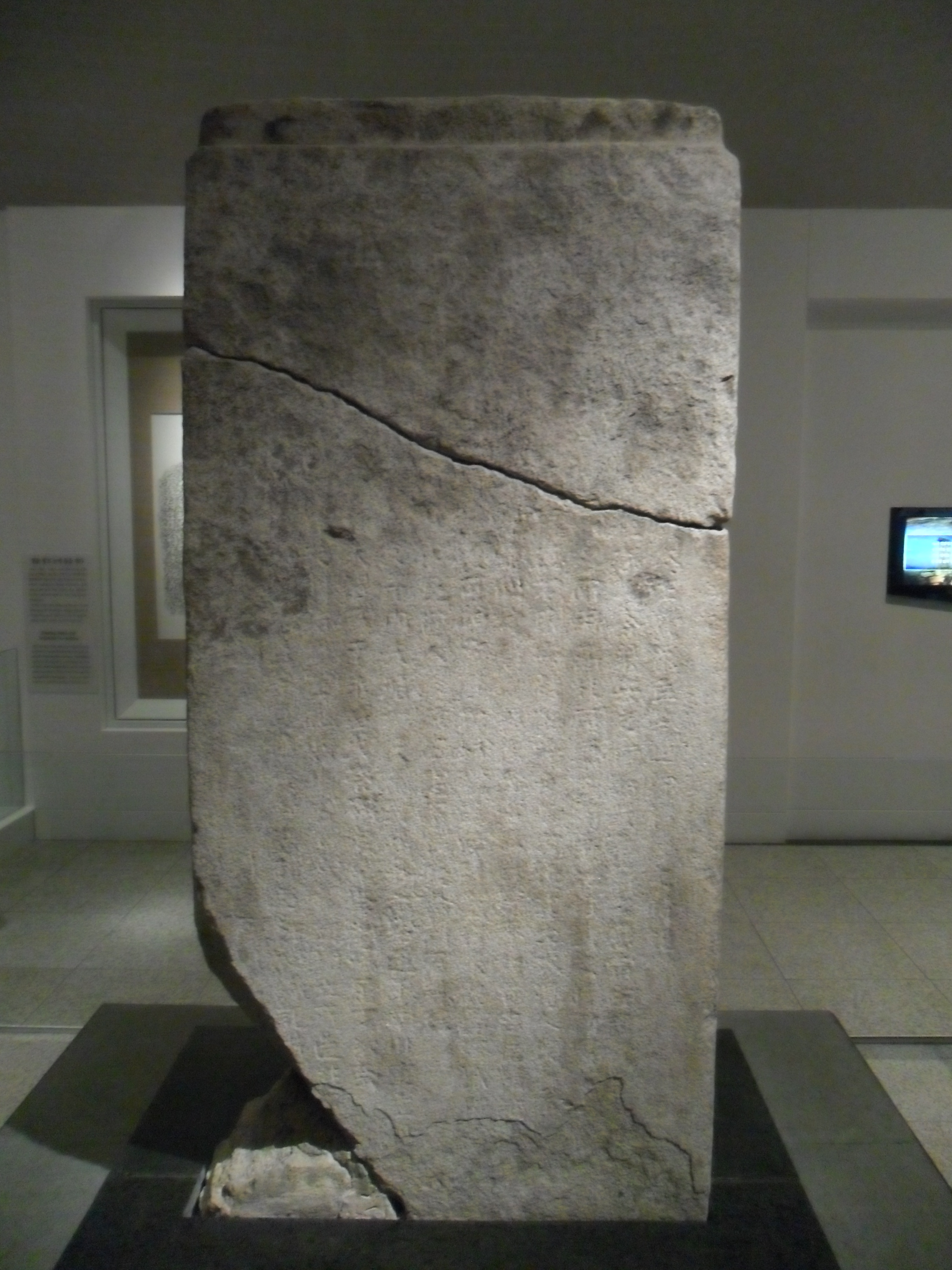

## 같이 보기
- 북한산 진흥왕 순수비지 - 사적 제228호
- 진흥왕 순수비